# Miguel Capuccini
Miguel Capuccini (Montevideo, 1904. január 5. – 1980. június 9.) világbajnok uruguayi válogatott labdarúgókapus.
Az uruguayi válogatott tagjaként részt vett az 1930-as világbajnokságon és az 1927-es dél-amerikai bajnokságon.

## Sikerei, díjai
Uruguay
- Világbajnok (1): 1930

## Külső hivatkozások
- Statisztika az RSSSF.com honlapján
- Világbajnok keretek az RSSSF.com honlapján